# Rhagodista diabolica
Genre
Espèce
Rhagodista diabolica, unique représentant du genre Rhagodista, est une espèce de solifuges de la famille des Rhagodidae.

## Distribution
Cette espèce est endémique d'Iran. Elle se rencontre vers Ahwaz.

## Publication originale
- Kraus, 1959 : Solifugen aus dem Iran (Arach.). Senckenbergiana Biologica, vol. 40, p. 93-98.